# Club Sport Marítimo "C"
El CS Marítimo C es un equipo de fútbol amateur de Portugal que juega en el Liga Regional de Funchal, la cuarta liga de fútbol más importante del país.

## Historia
Fue fundado en el año 2012 en la ciudad de Funchal en la isla de Madeira como un equipo filial del CS Marítimo luego de la reinserción de los equipos filiales a la estructura del fútbol portugués y el club está principalmente constituido por jugadores de 19 y 20 años de edad.
El club al ser el segundo equipo filial del CS Marítimo debe estar al menos un nivel por debajo del CS Marítimo B, quien milita en la Liga de Honra, por lo que no puede jugar ni en primer ni en el segundo nivel de Portugal, limitándose a ser un club amateur.
En la temporada 2013/14 lograron su primer logro importante al ganar el título de la liga regional para competir en el Campeonato Nacional de Seniores para la temporada 2014/15 y formar parte de los torneos nacionales por primera vez en su historia.

## Palmarés
- Liga Regional de Funchal: 1

2013/14